# Blender Game Engine
Blender Game Engine, também conhecido como BGE, Game Blender ou Ketsji, foi o motor de jogo do Blender, uma aplicação de código aberto popular. Ele foi desenvolvido para criação de aplicações interativas em 3D, tais como, jogos, apresentações, planejamentos arquitetônicos e outros. Está disponível sob a GNU GPL, versão 2 ou posterior. O Blender possui ainda partes licenciadas sob a Python Software Foundation License.
A aplicação está disponível para diversos sistemas operacionais, incluindo Microsoft Windows, Linux, Mac OS X e FreeBSD. Inclui suporte à Python como linguagem de script, que pode ser usada tanto no Blender, quanto no Blender Game Engine.
Em julho de 2019, com o lançamento da versão 2.80, o motor de jogo foi removido, e os desenvolvedores recomendam que se use alternativas como Godot.

## História

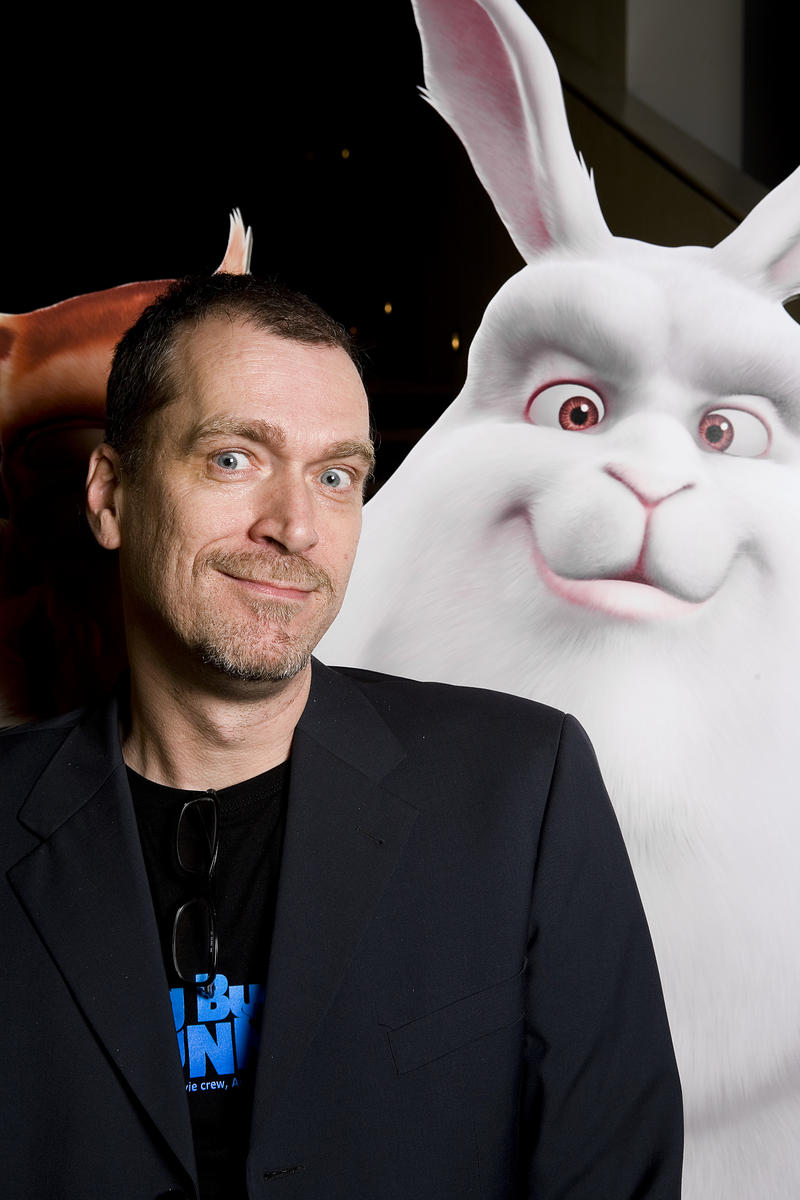
Ton Roosendaal, produtor do curta-metragem Big Buck Bunny e presidente da Blender Foundation

Originalmente, o Blender foi desenvolvido como uma aplicação in-house pelo estúdio holandês de animação NeoGeo Studio, co-fundado por Ton Roosendaal em 1988. Em 1998, Ton Roosendaal fundou uma nova companhia chamada Not a Number (NaN) para desenvolver e distribuir o programa, fornecendo produtos e serviços comerciais relacionados ao Blender. Em 2002, a NaN faliu devido a pouca quantidade de vendas e a problemas financeiros. No mesmo ano, Ton fundou a Blender Foundation e em julho desse ano, iniciou-se uma campanha chamada “Free Blender”, para arrecadar 100 000 € para os investidores do Blender concordarem em liberar o programa como código aberto. A campanha arrecadou os 100 000 € em apenas sete semanas. Em 13 de outubro de 2002, o Blender foi lançado sob a GNU General Public License (GPL).
Atualmente, o Blender é desenvolvido pela Blender Foundation, sendo suportado por doações da comunidade, e vendas de materiais relativos ao Blender, no e-Shop. O Blender foi escrito inicialmente em C, e atualmente está escrito em C, C++ e, algumas partes, principalmente scripts embutidos, em Python.
Em julho de 2009, Ton recebeu um Doutorado Honorário em Tecnologia pela Universidade Metropolitana de Leeds, por sua contribuição a tecnologia criativa. O Blender já recebeu reconhecimento da mídia, incluindo revistas, sites e universidades.
Em julho de 2019, com o lançamento da versão 2.80, o motor de jogo foi removido, e os desenvolvedores recomendam que se use alternativas como Godot. O renderizador antigo foi substituído pelo EEVEE.

### Plataformas
O Blender é multiplataforma, e portanto, está disponível para diversos sistemas operacionais. Oficialmente, ele é distribuído em versões de 32 e 64 bits, para os sistemas Microsoft Windows (Vista, 7, 8 e 10), macOS e Linux. Entretanto, há versões antigas para Windows XP, Mac OS X PowerPC, FreeBSD, Solaris (SPARC), IRIX, BeOS, Darwin e iPAQ.

## Características

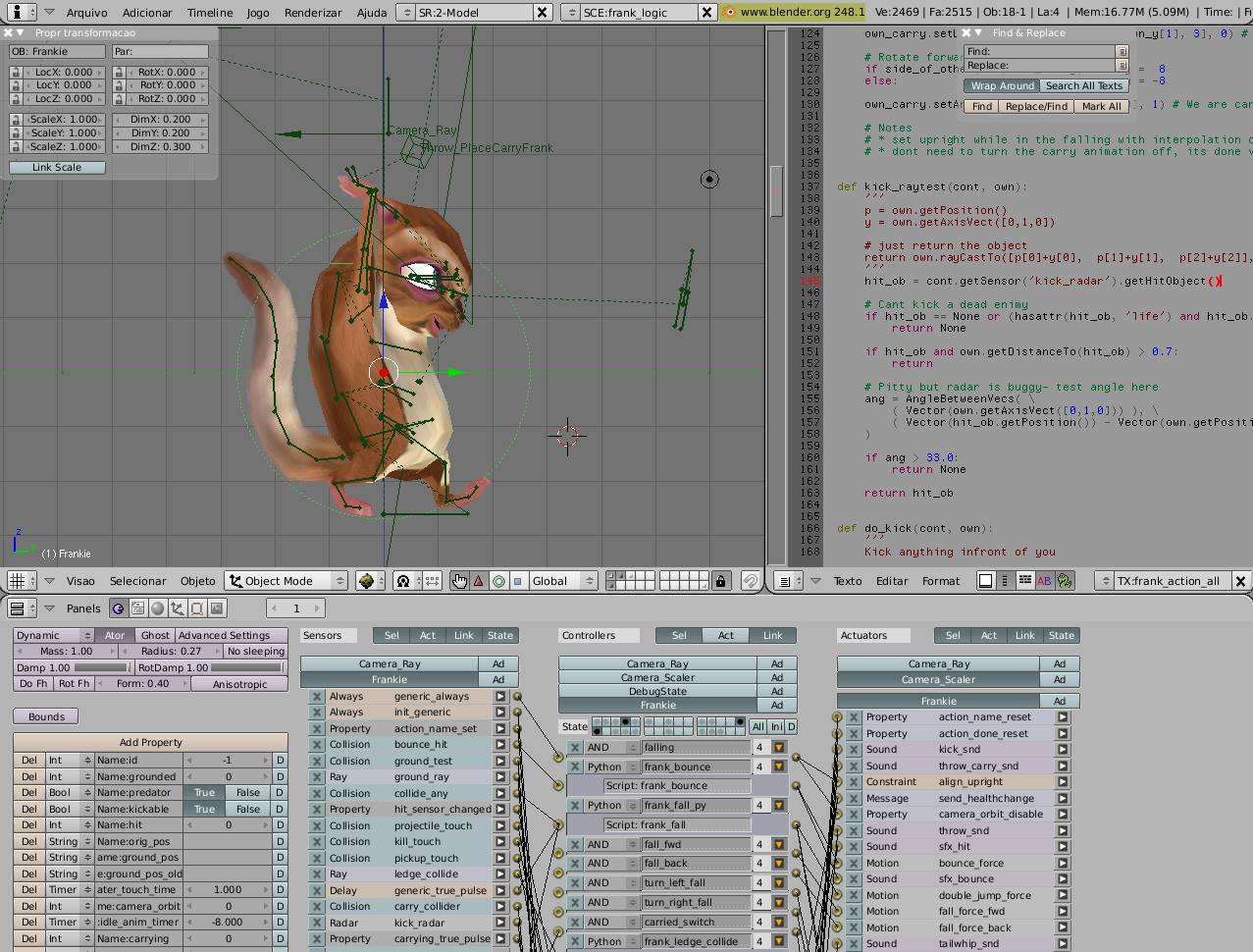
Captura de tela do Blender 2.48a, enquanto editando o jogo Yo Frankie!

O Blender Game Engine usa OpenGL para os gráficos, OpenAL para som 3D, Bullet para física e detecção de colisão, e Python para scripts. O Blender Game Engine suporta nativamente apenas o formato WAV para sons.
Existe um plugin, chamado Echo Plugin, que permite integração dos gráficos do OGRE com o Blender Game Engine. O uso do motor de jogo do Blender pode servir para diversas coisas, desde criação de jogos, apresentações, realidades virtuais, planejamento arquitetônico, a auxílio em animação (usando a física para dar movimentos mais reais aos objetos).

### Licença de uso
A Blender Foundation garante que o Blender/Blender Game Engine pode ser usado comercialmente. Porém, há uma restrição especial aplicável ao Blender Game Engine: o .blend File não deve ser embutido dentro do player. Uma forma de contornar isso é carregar o .blend externamente.
O .blend File pode conter, em seu interior, scripts Python que usem a Blender Python API, sem que o .blend File ou o script tenham que ser licenciados sob a GNU GPL. Os .blends Files, animações e renderizações, modelos, arquivos exportados e scripts, são unicamente propriedade de seu(s) criador(es), e podem ser licenciados sob qualquer licença que o proprietário desejar, mesmo usando a Blender Python API.
A Blender Python API é um conjunto de módulos Python, que servem de interface para as funções do Blender, que vem inclusos com o Blender, e que necessitam ser importados, utilizando os comandos from, import e as, para serem utilizados.

### Requisitos de sistema

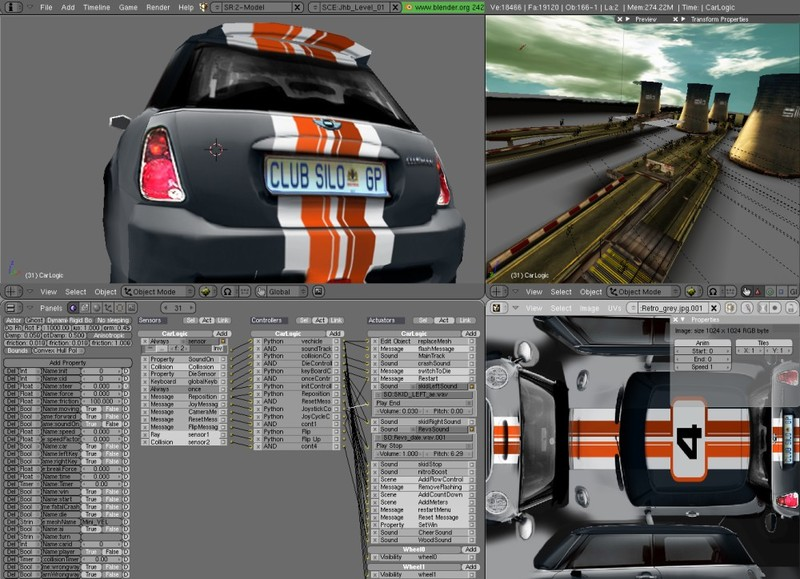
Captura de tela do Blender 2.42, enquanto editando o jogo [http://www.luma.co.za/labs/2007/09/27/clubsilo/ ClubSilo

Sistemas operacionais suportados: Microsoft Windows (Vista, 7, 8 ou 10), Mac OS X 10.6 ou posterior, e Linux. Requisitos de hardware:
| Hardware mínimo                                             | Hardware recomendado                                      | Hardware de produção                                          |
| ----------------------------------------------------------- | --------------------------------------------------------- | ------------------------------------------------------------- |
| CPU 32 bits de 2 núcleos, 2 GHz, com suporte a SSE2         | CPU 64 bits de 4 núcleos                                  | CPU 64 bits de 8 núcleos                                      |
| 2 GB de RAM                                                 | 8 GB de RAM                                               | 16 GB de RAM                                                  |
| Resolução de 1280×768 e cores de 24 bits                    | Resolução de 1920×1080 e cores de 24 bits                 | 2 telas com resolução de 1920×1080 e cores de 24 bits         |
| Mouse ou trackpad                                           | Mouse com 3 botões                                        | Mouse com 3 botões e mesa digitalizadora                      |
| Placa de vídeo compatível com OpenGL 2.1 com 512 MB de VRAM | Placa de vídeo compatível com OpenGL 3.2 com 2 GB de VRAM | 2 placas de vídeo compatíveis com OpenGL 3.2 com 4 GB de VRAM |